# Zamarada adumbrata
Zamarada adumbrata är en fjärilsart som beskrevs av Fletcher 1974. Zamarada adumbrata ingår i släktet Zamarada och familjen mätare. Inga underarter finns listade i Catalogue of Life.